# Йордан Чобанов
Йордан Недельчев Чобанов (болг. Йордан Чобанов; 27 вересня 1905, Разград — 1965, Софія) — болгарський дипломат. Постійний представник Болгарії при Організації Об'єднаних Націй (1959—1962).

## Життєпис
Народився 27 вересня 1900 року в Разграді. Здобув вищу освіту в галузі електротехніки, а згодом вивчав право в Франції та Швейцарії, де брав участь у місцевих комуністичних партіях.
Після повернення до Болгарії в 1934 році працював адвокатом спочатку в Пловдиві, потім у Разграді. Він є членом Болгарської комуністичної партії. У 1936—1942 роках — секретар окружного комітету Болгарської комуністичної партії в Разграді. У 1942 році після невдачі на посаді секретаря Разградського райкому нелегальної компартії засуджений до довічного ув'язнення.
9 вересня 1944 р. звільнений з в'язниці й призначений помічником командира 19-го піхотного Шуменського полку, під час Другої світової війни.
Як депутат 6-го скликання Народних зборів Болгарії був обраний секретарем Президії НЗБ. У 1949—1954 рр. був послом Болгарії в Туреччині. З 9 квітня 1954 по 14 березня 1959 року був головним прокурором Болгарії. З 1959 по 1962 рік був Постійний представник Болгарії при Організації Об'єднаних Націй.
Помер у 1965 році в Софії від раку.